# Liste der Bodendenkmäler in Freilassing

Wappen von Freilassing

Auf dieser Seite sind die Bodendenkmäler in der oberbayerischen Stadt Freilassing zusammengestellt. Diese Tabelle ist eine Teilliste der Liste der Bodendenkmäler in Bayern. Grundlage ist die Bayerische Denkmalliste, die auf Basis des Bayerischen Denkmalschutzgesetzes vom 1. Oktober 1973 erstmals erstellt wurde und seither durch das Bayerische Landesamt für Denkmalpflege geführt wird. Die folgenden Angaben ersetzen nicht die rechtsverbindliche Auskunft der Denkmalschutzbehörde.

## Bodendenkmäler in Freilassing
| Lage                                                     | Objekt | Akten-Nr.     | Bild |
| -------------------------------------------------------- | --- | ------------- | ---- |
| Göllstraße (Standort)                                    | Körpergräber des frühen Mittelalters. | D-1-8143-0051 |      |
| Laufener Straße, westlich Aumühlweg (Standort)           | Körpergräber vor- und frühgeschichtlicher Zeitstellung. | D-1-8143-0058 |      |
| Gaisbergstr. 12 (Standort)                               | Brandgräber der römischen Kaiserzeit. | D-1-8143-0059 |      |
| Verlauf der B 304, Römerstraße, Göllstraße (Standort)    | Straße der römischen Kaiserzeit (Teilstück der Trasse Augsburg-Salzburg) mit Bohlenweg und Brücke.                                                                               | D-1-8143-0094 |      |
| Bei Kreisklinik Freilassing, Vinzentiusstraße (Standort) | Reihengräberfeld des frühen Mittelalters. | D-1-8143-0099 |      |
| Reichenhaller Straße/Schmittensteinstraße (Standort)     | Reihengräberfeld des frühen Mittelalters. | D-1-8143-0102 |      |
| Römerstraße (Standort)                                   | Brandgräber der römischen Kaiserzeit. | D-1-8143-0106 |      |
| Industriegebiet Süd (Standort)                           | Brandgräber der römischen Kaiserzeit. | D-1-8143-0166 |      |
| Bei Mariä Himmelfahrt, Laufener Straße (Standort)        | Untertägige mittelalterliche und frühneuzeitliche Befunde im Bereich der Kath. Filialkirche Mariä Himmelfahrt und dem alten Pfarrhof in Salzburghofen und deren Vorgängerbauten. | D-1-8143-0215 |      |
| Kirche St. Peter, Petersweg (Standort)                   | Untertägige mittelalterliche und frühneuzeitliche Befunde im Bereich der Kath. Filialkirche St. Peter in Salzburghofen und ihrer Vorgängerbauten.                                | D-1-8143-0216 |      |
| Oedhofallee/Alpenstraße (Standort)                       | Untertägige spätmittelalterliche und frühneuzeitliche Befunde im Bereich des ehem. Edelsitzes Oedhof und seiner Vorgängerbauten.                                                 | D-1-8143-0225 |      |